# زنبق سمين
زنبق سمين (باللاتينية: Lilium carniolicum) نوع نباتي ينتمي إلى جنس الزنبق من الفصيلة الزنبقية.موطنه في البلقان ، وكذلك في النمسا وشمال شرق إيطاليا.